# Ulricehamn (comuna)
Ulricehamn (em sueco: Ulricehamn kommun) é uma comuna da Suécia localizada no condado da Gotalândia Ocidental. Sua capital é a cidade de Ulricehamn. Possui 1 046 quilômetros quadrados e segundo censo de 2018, havia 24 445.